# Andrea Gardini
Andrea Gardini, född 1 oktober 1965 i Bagnacavallo, är en italiensk volleybollspelare och -tränare. 
Som spelare var Gardini mycket framgångsrik med tre VM-guld. Han deltog även vid fyra OS med ett silver 1996 som bästa resultat. Efter spelarkarriären har han tränat klubblag i Italien och Polen.